# Mémorial soviétique (Berlin-Buch)
Le mémorial soviétique de Berlin-Buch est situé dans le quartier de Berlin-Buch, dans l'arrondissement de Pankow, à Berlin, capitale de l'Allemagne. Il commémore les soldats de l'Armée rouge morts pendant la bataille de Berlin en avril 1945.
Sur ordre de l'administration militaire soviétique en Allemagne, le monument est édifié en 1947–1948 sur des plans de Johann Tenne. Les fondations, le socle et l'obélisque pyramidal sont d'inspiration néo-classique, se fondant  dans l'architecture du parc du palais de Buch.
Initialement conçu comme un mémorial et un monument funéraire, il sert de mémorial depuis que les dépouilles des soldats ont été transférées au mémorial soviétique de Schönholzer Heide. Dans les années 1990, l'ensemble est rénové par l'Etat de Berlin pour un montant de 60 000 deutschmarks.
Le mémorial se dresse dans l'ancien centre du village sur le parc du château, près de l'église du château de Buch, restaurée.

## Autres mémoriaux à Berlin
- le Mémorial soviétique de Treptower Park
- le Mémorial soviétique de Schönholzer Heide
- le Mémorial soviétique de Tiergarten

## Sources
- Arbeitsgemeinschaft „Sowjetische Gräber und Ehrenmale in Deutschland“ (Hrsg.): Sowjetische Gräberstätten und Ehrenmale in Ostdeutschland heute. Wostok Verlag, Berlin 2005,  (ISBN 3-932916-31-X).
- Frank Schumann: Denkmale der Befreiung: Spuren der Roten Armee in Deutschland. Neues Leben, 2020,  (ISBN 978-3-355-01890-6).